# Blechroneromia pudica
Blechroneromia pudica là một loài bướm đêm trong họ Geometridae.